# Vita (Italia)
Vita (Vita in siciliano) è un comune italiano di 1 733 abitanti del libero consorzio comunale di Trapani in Sicilia.
Si tratta del più piccolo comune per estensione della provincia di Trapani ed il secondo, dopo Erice, per altitudine. È sito fra i monti Baronia e San Giuseppe.

## Origini del nome
L'origine del paese risale in un periodo in cui in Sicilia furono incentivate le fondazioni di nuovi centri, soprattutto alla scopo di ripristinare la produzione agraria delle terre poste all'interno dell'isola.
La storia è legata al suo fondatore, Vito Sicomo, (1548-1626), nobile di Calatafimi, che iniziò ad edificare attorno ad un casale esistente già nel Medioevo.
Laureatosi Utroque Iure (giurisprudenza) all'Università di Salamanca e successivamente al servizio del Regno di Spagna, divenne Consigliere di Filippo III, poi Amministratore di Giustizia e Presidente del Concistorio della Sacra Coscienza Regia, fino ad ottenere dal conte suo primo mecenate, il Feudo di Cartipoli e terre confinanti.
Investito a Barone di Vita il 15 settembre 1605, ottenne dal re Filippo III d’Aragona lo "jus populandi", la licenza di popolare la terra di Vita, che egli stesso denominò, e di fondare un nuovo borgo l'11 marzo 1607 (data ufficiale della fondazione del comune di Vita). Tale concessione, registrata in Palermo in data 17 aprile 1606, fu poi ratificata da Filippo III con decreto dell'11 marzo 1607, e divenne effettiva il 28 maggio dello stesso anno. Assieme alle prime abitazioni, il barone fece anche costruire la Chiesa Madre e il Palazzo baronale, andati purtroppo distrutti nel sisma del 1968.

## Storia
In antichità la zona era abitata dagli elimi: infatti nelle prossime vicinanze del paese vi è il sito archeologico di Segesta, e non lontano si trova anche Selinunte. 
Inoltre sul Monte Baronia, sono stati ritrovati i nivieri, costruzioni concave, a forma di cono rovesciato, di grandi dimensioni, in cui venivano ammassate grandi quantità di neve, che, opportunamente coimbentate con strati di paglia e terra, resistevano senza sciogliersi per diversi mesi, favorendo attività commerciali in tutta la provincia e fornendo cospicue risorse idriche in estate per gli uomini e gli armenti.
In epoca risorgimentale i vitesi parteciparono ai moti rivoluzionari del 1848, in cui si distinse il patriota Antonino Ditta. In quel periodo furono devastati gli archivi municipali e i registri andarono bruciati o distrutti.
Nel 1860 si combatté nelle vicinanze del paese (sul Colle di Pianto Romano), la famosa Battaglia di Calatafimi, alla quale alcuni vitesi parteciparono tra le file garibaldine e curarono i feriti presso la Chiesa di San Francesco, in centro paese. La vittoria dei Mille scaturì, oltre un grande fervore di partecipazione e di attivismo in tutti i giovani della provincia, l'avanzamento verso lo scontro di Palermo. Tante famiglie si trasferirono in Spagna a Borgo Vita, all'epoca degli Aragonesi, ricadente oggi nella provincia di Avila, facente parte della comunità autonoma di Castiglia e León.

### Il sisma del 1968
Data cruciale della società vitese è quella della notte tra il 14 ed il 15 gennaio 1968, in cui sulla zona si abbatté un tremendo terremoto, che danneggiò molte case vecchie e alcune chiese, fra cui la chiesa madre, simbolo dell'identità della comunità. Ciò che non poté distruggere il terremoto lo distrussero gli uomini, che furono responsabili della totale distruzione della chiesa madre, oltre le effettive necessità della pubblica incolumità.
Oggigiorno nel centro storico vi sono ancora ampie aree spopolate, occupate soltanto dai ruderi degli edifici distrutti o abbandonati.
Notevoli sono stati i cambiamenti dal punto di vista sociale, culturale, edilizio.
La ricostruzione è avvenuta in un nuovo agglomerato urbano, contiguo al vecchio.

## Monumenti e luoghi d'interesse

### Architetture religiose
- Ruderi della Chiesa Madre (oggi rimane una pietra, unica testimonianza del suo passato);
- Chiesa di San Francesco con annesso l’ex convento dei frati minori conventuali, oggi sede del Comune. Realizzata dal barone Vito Sicomo nel 1619, al suo interno custodisce l’artistica vara del SS. Crocifisso, variopinti murales, raffiguranti anche gli antichi mestieri, decorano gli angoli e le vie del paese, dove si scorgono numerose fontane in pietra calcarea, come quella denominata “Acquanova” in Piazza Libertà;
- Chiesa del Purgatorio di stile neoclassico, all’interno della quale vengono ospitati mostre, presepi e gli altari devozionali a San Giuseppe (festeggiato il 19 marzo con altari di pani e alloro);
- Chiesa della Madonna del Rosario chiamata anche Chiesa della Madonna di Tagliavia con la volta e le pareti decorate, e le cui origini risalgono ad un evento prodigioso. Si narra che la Vergine Santissima apparve in sogno ad un massaro del luogo che aveva un braccio paralizzato, persuadendolo a realizzare una cappella a lei dedicata. Risvegliatosi dal sonno, il massaro cominciò a muovere il braccio e decise così di sciogliere quel voto. La cappella in seguito fu ampliata per dare luogo all’attuale chiesa.

### Architetture civili
- Zone terremotate del vecchio centro;
- Palazzo Daidone-Leone sede del Museo civico;
- le sei fontane: Acquanova, lu Ponti, lu Bagghiu, li Cumuna, di Pisano e di Cartipoli.

### Aree naturali
A circa 1500 m dal paese, si estende per circa 670000 m² il Bosco di Monte Baronia, situato tra i 450 e i 628,7 m s.l.m..
Il complesso boscato Baronia, si compone principalmente di pini mediterranei.
L'originaria copertura (iniziata intorno agli anni 50), con graduali opere di intervento sta cedendo il posto alle specie quercine tipiche dell'area, Roverella e Leccio.
Dai punti panoramici è possibile intravedere gran parte della provincia di Trapani e alcuni comuni del palermitano. Stupefacente è la vista sul tempio di Segesta, sull'obelisco di Pianto Romano e sul castello di Salemi. 
Il bosco Baronia, con il clima caratteristico dell'alta collina, costituisce un autentico polmone verde della Sicilia centro occidentale per cui è stato attrezzato con aree di pic-nic (con 4 punti cottura, 10 tavoli, per un totale di 60 posti a sedere).

## Società

### Evoluzione demografica
Sin dalla sua fondazione, il paese ebbe un rapido incremento demografico: alla fine del '700 superava i 3 000 abitanti, ed all'inizio del '900 i 6 000.
Nella storia recente, invece, particolarmente rilevante è stato il flusso migratorio di molti vitesi verso il nord 
d'Italia ed all'estero. 
La comunità vitese più numerosa formatasi all'estero è quella di Toronto.
Abitanti censiti

### Tradizioni e folclore
- Il giorno dell'Ascensione si svolge la festa religiosa della Madonna di Tagliavia con la caratteristica sfilata del "Carro del vino e delle olive", "La cavalcata", "Il carro dei burgisi (contadini)" e "La carrozza del pane", i caratteristici "cucciddati" che vengono allegramente gettati dal carro ai sottostanti spettatori. La festa di ringraziamento alla Madonna per il raccolto passato e propiziatoria per quello futuro ricalca le festività pagane.
- Nella prima settimana di agosto il Festival Internazionale del Folclore Città di Vita, dal 1996 ogni anno giungono in paese, gruppi di musica e balli popolari da Sicilia, da altre regioni italiane e dall'estero.

## Economia
L'economia è in gran parte basata sull'agricoltura. È presente anche qualche attività a livello sia industriale che di piccola e media impresa. L'agricoltura si basa principalmente sulla coltivazione di viti e uliveti, impiegati successivamente nella produzione di vino o aceto e olio.

## Media

### Radio
Emittenti non più attive:
- Radio Cartipoli
- Radio City The Station
- Radio Onda

## Amministrazione
Di seguito è presentata una tabella relativa alle amministrazioni che si sono succedute in questo comune.
| Periodo        | Periodo          | Primo cittadino      | Partito                            | Carica              | Note  |
| -------------- | ---------------- | -------------------- | ---------------------------------- | ------------------- | ----- |
| 8 giugno 1985  | 24 maggio 1990   | Giuseppe Accardo     | -                                  | Sindaco             | [ 7 ] |
| 24 maggio 1990 | 10 febbraio 1994 | Pietro Leone         | Partito Repubblicano Italiano      | Sindaco             | [ 7 ] |
| 14 giugno 1994 | 25 maggio 1998   | Vincenzo Ingraldi    | Partito Democratico della Sinistra | Sindaco             | [ 7 ] |
| 25 maggio 1998 | 26 maggio 2003   | Vincenzo Ingraldi    | centro-sinistra                    | Sindaco             | [ 7 ] |
| 30 marzo 1999  | 27 maggio 2003   | Leonardo Pipitone    |                                    | Comm. straordinario | [ 7 ] |
| 27 maggio 2003 | 17 giugno 2008   | Antonino Accardo     | Lista civica                       | Sindaco             | [ 7 ] |
| 17 giugno 2008 | 11 giugno 2013   | Antonino Accardo     | Lista civica                       | Sindaco             | [ 7 ] |
| 11 giugno 2013 | 9 giugno 2018    | Filippa Maria Galifi | Lista civica                       | Sindaco             | [ 7 ] |
| 10 giugno 2018 | in carica        | Giuseppe Riserbato   | Lista civica                       | Sindaco             | [ 7 ] |